# Шмелёв, Вадим Фёдорович
Вади́м Фёдорович Шмелёв (7 апреля 1926 — 16 июля 2016) — советский лётчик-планерист. Летал на десятках типов планёров и самолётов. Имеет общий налёт 1110 часов, из них: 720 часов на планёрах и 390 часов на самолётах.
Впервые в мире совершил буксировочный полёт на десантном планёре Ц-25 в район Северного полюса, где нашёл способ борьбы с обледенением планёра при полётах в Арктике.

## Биография
Родился в Иркутске в семье военнослужащего. До 1941 года учился в средней школе и окончил 7 классов. В 1941 году был эвакуирован с матерью и сестрой из Москвы в Барнаул, где поступил на завод токарем. В 1942 году уволился с завода и поступил учиться в Барнаульский аэроклуб. Окончив там курс лётного обучения, был оставлен работать в аэроклубе инструктором-планеристом. Одновременно учился в вечерней школе молодёжи, где окончил 9 классов.
В 1944 году был призван на военную службу и направлен в Бердскую школу лётчиков АДД. В связи с расформированием школы в 1946 году был направлен в строевую часть. До 1948 года проходил службу на должностях сержантского состава, затем был направлен в Авиационное планерное училище ВДВ в город Пугачёв, которое окончил в 1948 году.
После окончания училища до 1954 года служил в в/ч 22529 в городе Тула на должностях командира планёра и командира звена. В 1952 году за успешное выполнение правительственного задания был награждён Орденом Красного знамени.
В 1954 году был зачислен слушателем Краснознамённой Военно-Воздушной Академии в посёлке Монино, которую окончил в 1957 году. Получил назначение на должность командира эскадрильи в в/ч 22643 города Пскова и прослужил там до 1959 года.
В 1959 году отделом кадров ЦК ДОСААФ СССР летчику было предложено дальнейшую службу проходить в Управлении авиационной подготовки и спорта ЦК ДОСААФ СССР. С 1959 по 1971 год В. Ф. Шмелёв проходил службу в ЦК ДОСААФ СССР на должностях инспектора и старшего инспектора-лётчика. Вёл общественную работу в должности заместителя председателя Федерации планёрного спорта СССР.
В 1971 году по состоянию здоровья был списан с лётной работы и уволен из кадров Советской армии в отставку в воинском звании — подполковник.
Награждён орденом Красного Знамени и одиннадцатью медалями, почётным знаком ДОСААФ СССР и многими дипломами и грамотами за успешное развитие планёрного спорта в СССР.
С 1971 года занимался общественной работой при Центральном аэроклубе СССР. Являясь заместителем председателя Федерации Планёрного Спорта СССР и судьёй Всесоюзной категории, принимал практическое участие в организации и проведении республиканских, всесоюзных и международных соревнований по авиационному спорту. В 1977 году В. Ф. Шмелёвым написано и издано учебное пособие по штурманской подготовке для спортсменов-планеристов ДОСААФ «Планеровождение».
Находился на пенсии, проживал в городе Москве.
16 июля 2016 года скончался в больнице.

## Сочинения
- Шмелёв В. Ф. Планеровождение. — М., ДОСААФ, 1977. (электронная версия Часть 1 Архивная копия от 6 января 2009 на Wayback Machine) (электронная версия Часть 2 Архивная копия от 3 августа 2008 на Wayback Machine)